# Sanjiaguan (sockenhuvudort i Kina, Hunan Sheng, lat 29,16, long 110,29)
Sanjiaguan (kinesiska: 三家馆, 三家馆乡) är en sockenhuvudort i Kina. Den ligger i provinsen Hunan, i den södra delen av landet, omkring 280 kilometer väster om provinshuvudstaden Changsha. Antalet invånare är 10 268. Befolkningen består av 4 276 kvinnor och 5 992 män. Barn under 15 år utgör 16,0 %, vuxna 15-64 år 71 %, och äldre över 65 år 11,0 %.
Runt Sanjiaguan är det ganska tätbefolkat, med 199 invånare per kvadratkilometer. Närmaste större samhälle är Zhangjiajie, 18,7 km öster om Sanjiaguan. I omgivningarna runt Sanjiaguan växer huvudsakligen savannskog.
Genomsnittlig årsnederbörd är 1 738 millimeter. Den regnigaste månaden är september, med i genomsnitt 307 mm nederbörd, och den torraste är december, med 21 mm nederbörd.